# Eleição presidencial nos Estados Unidos em 2000
A eleição presidencial dos Estados Unidos de 2000 foi uma disputa entre o candidato republicano George W. Bush, então Governador do Texas e filho do ex-presidente George H. W. Bush (1989-1993) e o candidato democrata Al Gore, então Vice-presidente. O presidente titular Bill Clinton, estava deixando o cargo depois de ter concluído dois mandatos permitidos pela Vigésima Segunda Emenda. Bush ganhou as eleições de 7 de Novembro por uma margem estreita, com 271 votos no Colégio Eleitoral contra os 266 de Gore (com um eleitor a abster-se na contagem oficial).
O então presidente democrata Bill Clinton não pôde concorrer a um terceiro mandato devido aos limites de mandato estabelecidos pela 22ª Emenda da Constituição. O vice-presidente em exercício, Gore, garantiu facilmente a indicação democrata, derrotando Bill Bradley, o ex-senador de Nova Jersey nas primárias. Ele escolheu o senador de Connecticut Joe Lieberman como seu companheiro de chapa. Bush era visto como o favorito inicial para a indicação republicana e, após uma acirrada disputa nas primárias com o senador do Arizona John McCain e outros, conseguiu a indicação na Super Tuesday. Ele escolheu o ex-secretário de Defesa Dick Cheney como seu companheiro de chapa.
Ambos os principais candidatos se concentraram principalmente em questões domésticas, como o orçamento, alívio fiscal e reformas para programas federais de seguridade social, embora a política externa não tenha sido ignorada. Devido ao escândalo de Bill Clinton com Monica Lewinsky e seu subsequente impeachment, Gore evitou fazer campanha com Clinton. Os republicanos criticaram as indiscrições de Clinton, enquanto Gore criticou a falta de experiência de Bush.
Na noite da eleição, não estava claro quem havia vencido, pois os votos eleitorais do estado da Flórida ainda estavam indefinidos. Os resultados mostraram que Bush venceu a Flórida por uma margem tão estreita que a lei estadual exigiu uma recontagem. Uma série de batalhas jurídicas que duraram um mês levou à decisão controversa de 5–4 da Suprema Corte no caso Bush v. Gore, que encerrou a recontagem. No fim, Bush venceu a Flórida por 537 votos, uma margem de 0,009%. A recontagem na Flórida e a subsequente disputa judicial resultaram em grande controvérsia pós-eleitoral, com algumas análises sugerindo que recontagens limitadas em condados específicos confirmariam a vitória de Bush, enquanto uma recontagem em todo o estado daria o estado para Gore. Análises pós-eleitorais descobriram que a cédula "borboleta" no Condado de Palm Beach desviou mais de 2 000 votos de Gore para o candidato de terceiro partido Pat Buchanan, o que acabou inclinando a Flórida — e a eleição — para Bush. Gore concedeu a eleição em 13 de dezembro.
Ao final, Bush obteve 271 votos eleitorais, um a mais que os 270 necessários para vencer, enquanto Gore venceu o voto popular por 543 895 votos (uma margem de 0,52% do total de votos). Bush conquistou onze estados que haviam votado nos democratas em 1996: Arkansas, Arizona, Flórida, Kentucky, Luisiana, Missouri, Nevada, New Hampshire, Ohio, Tennessee e Virgínia Ocidental. Essa foi a última vez, até 2024, que um vice-presidente em exercício concorreu à presidência.

## Contexto
O Artigo Dois da Constituição dos Estados Unidos determina que o Presidente e o Vice-Presidente dos Estados Unidos devem ser cidadãos natos dos Estados Unidos, com pelo menos 35 anos de idade, e residentes nos Estados Unidos por um período de pelo menos 14 anos.
O presidente Bill Clinton, um democrata e ex-governador do Arkansas, ficou inelegível para buscar a reeleição para um terceiro mandato devido à Vigésima Segunda Emenda; de acordo com a Seção 1 da Vigésima Emenda, seu mandato expirou ao meio-dia do Horário Padrão do Leste em 20 de janeiro de 2001.  

## Indicação do Partido Republicano
| Partido Republicano                 |                                              |
| George W. Bush                      | Dick Cheney                                  |
| Presidente                          | Vice Presidente                              |
|                                     |                                              |
| 46º Governador do Texas (1995–2000) | 17º Secretário de Defesa dos EUA (1989–1993) |
| Campanha                            |                                              |
|                                     |                                              |

### Primárias
Bush se tornou o favorito desde o início, obtendo financiamento sem precedentes e uma ampla base de apoio de liderança com base em seu governo do Texas e no reconhecimento do nome da família Bush e conexões na política americana. O ex-membro do gabinete George Shultz desempenhou um papel importante no início de garantir o apoio republicano para Bush. Em abril de 1998, ele convidou Bush para discutir questões políticas com especialistas, incluindo Michael Boskin, John Taylor e Condoleezza Rice, que mais tarde se tornou sua secretária de Estado. O grupo, que estava "à procura de um candidato para o ano 2000 com bons instintos políticos, alguém com quem pudesse trabalhar", ficou impressionado e Shultz encorajou-o a entrar na corrida.
Total de delegados
- Governador George W. Bush 1526
- Senador John McCain 275
- Embaixador Dr. Alan Keyes 23
- Empresário Steve Forbes 10
- Gary Bauer 2
- Nenhum dos nomes mostrados 2
- Não comprometido 1

## Indicação do Partido Democrata
| Partido Democrata                     |                                    |
| Al Gore                               | Joe Lieberman                      |
| Presidente                            | Vice Presidente                    |
|                                       |                                    |
| 45ºVice Presidente dos EUA(1993–2001) | Senadorpor Connecticut (1989–2013) |
| Campanha                              |                                    |
|                                       |                                    |

### Primárias
Al Gore, do Tennessee, foi um candidato consistente à indicação. Outros democratas proeminentes mencionados como possíveis candidatos incluem Bob Kerrey, o representante do Missouri Dick Gephardt, o senador de MinnesotaPaul Wellstone  e o ator e diretor Warren Beatty . Destes, apenas Wellstone formou um comitê.
Totais de delegados: 
- Vice-presidente Albert Gore Jr. 4328
- Abstenções 9

## Resultados
Com exceção da Flórida e do estado natal de Gore, o Tennessee, Bush ganhou nos estados do Sul por margens confortáveis (incluindo o estado natal do então presidente Bill Clinton, o Arkansas) e também assegurou vitórias no Ohio, Indiana, na maioria dos estados rurais do Centro-Oeste, a maioria dos estados das Montanhas Rochosas e o Alasca. Gore balanceou Bush por ganhar os estados do nordeste dos Estados Unidos (com a única exceção de New Hampshire, que Bush ganhou por pouco), a maior parte dos estados rurais da região Centro-Oeste Superior e todos os estados da Costa do Pacífico (Washington, Oregon e Califórnia) e ganhou também no Havaí.
À medida que a noite eleitoral avançava, os resultados num punhado de estados de pequeno e médio tamanho, incluindo no Wisconsin e Iowa, estavam extremamente próximos; no entanto, seria o estado da Flórida que deixaria claro o vencedor da eleição. Com os resultados finais nacionais registrados na manhã seguinte, Bush tinha claramente ganho um total de 246 votos eleitorais, enquanto Gore tinha ganho 255 votos. 270 votos eram necessários para vencer. Dois estados menores - Novo México (5 votos no Colégio Eleitoral) e Oregon (7 votos) - ainda estavam demasiado próximos para se tirarem conclusões.
Foi na Flórida (25 votos eleitorais), no entanto, que os meios de comunicação social concentraram a sua atenção. Matematicamente, os 25 votos eleitorais da Flórida tornaram-se a chave para uma vitória eleitoral para qualquer candidato. Embora os estados do Novo México e Oregon tenham sido declarados em favor de Gore nos dias seguintes, a votação em todo o estado da Flórida tornou-se no centro das atenções, porque o vencedor daquele estado acabaria por ganhar a eleição. O resultado da eleição ainda não era conhecido mais de um mês após a votação devido ao longo processo de contagem e depois de recontagem dos votos das eleições presidenciais da Flórida.

### Recontagem da Flórida

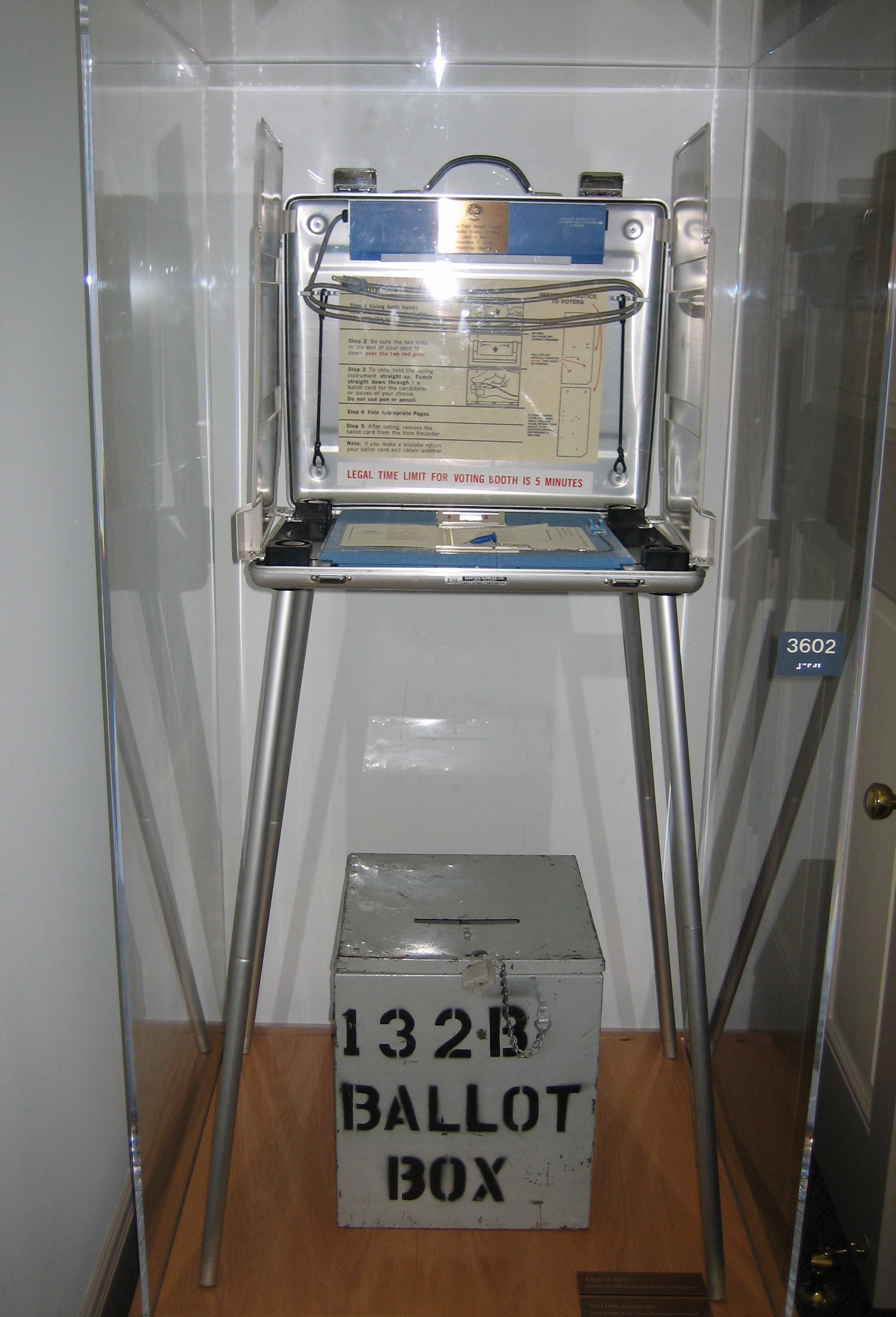
Mesa de votação e urna eleitoral do Condado de Palm Beach em 2000

Por volta das 07:50 EST, no dia da eleição, 10 minutos antes do fecho das urnas na zona de maioria republicana da Flórida, Panhandle, que está no fuso horário Central, algumas redes de notícias de televisão, declararam que Gore tinha ganho os 25 votos eleitorais da Flórida. Eles basearam esta previsão, substancialmente, nas sondagens. No entanto, na contagem de votos real, Bush começou a assumir a liderança cedo, na Flórida, e às 22:00 EST essas redes tinha retirado essa previsão e colocado a Flórida de volta para a coluna de estados "indecisos". Por volta das 2h30, com cerca de 85% dos votos apurados na Flórida e com Bush liderando por mais de 100.000 votos, as redes declararam que Bush havia ganho a Flórida e, portanto, tinha sido eleito Presidente. No entanto, a maioria dos votos restantes a serem contados na Flórida foram localizados em três condados fortemente democratas - Broward, Miami-Dade e Palm Beach - e à medida que os seus votos foram sendo apurados, Gore começou a ganhar vantagem em relação a Bush. Por volta das 4h30, depois de todos os votos contados, Gore tinha reduzido a margem de Bush para pouco mais de 2.000 votos, e as redes tinham retirado as suas previsões de que Bush tinha ganho a Flórida e a presidência. Gore, que tinha em privado concedido a eleição para Bush, retirou a sua concessão. O resultado final na Flórida era magro o suficiente para exigir uma recontagem obrigatória (por máquina) sob a lei estadual; a vantagem de Bush tinha diminuído para cerca de 300 votos no momento em que foi concluída no final daquela semana. Uma contagem de votos dos militares no exterior aumentou depois a sua margem para cerca de 900 votos.
A maior parte da controvérsia pós-eleitoral girou em torno de pedido de Gore para recontagens manuais em quatro condados (Broward, Miami Dade, Palm Beach e Volusia), conforme previsto na lei estadual da Flórida. A Secretária de Estado da Flórida, Katherine Harris, anunciou que ela iria rejeitar quaisquer revisões dos totais daqueles condados se não fossem entregues até 14 de Novembro, o prazo regulamentar para resultados alterados. A Suprema Corte da Flórida estendeu o prazo para 26 de novembro, uma decisão posteriormente anulada pela Suprema Corte dos EUA. Miami-Dade parou mesmo a sua recontagem e resubmeteu o seu total original para o conselho de prospecção do Estado ("state canvassing board"), enquanto que Palm Beach County não conseguiu cumprir o prazo prorrogado. Em 26 de Novembro, o conselho de prospecção do estado certificou Bush como o vencedor dos "grandes eleitores" da Flórida por 537 votos. Gore contestou formalmente os resultados certificados, mas uma decisão judicial do estado ignorando Gore foi revertida pela Suprema Corte da Flórida, que ordenou a recontagem de mais de 70.000 votos anteriormente rejeitada por contadores de máquinas. A Suprema Corte dos EUA suspendeu a ordem rapidamente.
Em 12 de dezembro, em Bush v. Gore, a Suprema Corte dos EUA decidiu numa votação de 7-2 que a decisão do Suprema Corte da Flórida exigindo uma recontagem dos votos em todo o estado era inconstitucional, e num voto de 5-4 que as recontagens na Flórida não podiam ser concluídas antes de um prazo que fosse um "porto seguro" a 12 de Dezembro, pelo que deviam cessar e o total previamente certificado devia manter-se. A decisão da Suprema Corte foi uma decisão não assinada ou "Per curiam"; a decisão foi "limitada às circunstâncias atuais" e não poderia ser citada como precedente.

### Votação final
| Candidatos | Candidatos                 | Partido             | Votos no colégio eleitoral | Voto popular        |
| ---------- | -------------------------- | ------------------- | -------------------------- | ------------------- |
|            | George W. Bush/Dick Cheney | Partido Republicano | 271                        | 50.456.002 (47,86%) |
|            | Al Gore/Joe Lieberman      | Partido Democrata   | 266                        | 50.999.897 (48,38%) |
|            | Ralph Nader/Winona LaDuke  | Partido Verde       | 0                          | 2.882.955 (2,74%)   |
|            | Pat Buchanan/Ezola Foster  | Partido Reformista  | 0                          | 448.895 (0,43%)     |
|            | Harry Browne/Art Olivier   | Partido Libertário  | 0                          | 384.431 (0,36%)     |
|            |                            | outros partidos     | 0                          | 236.593 (0,2%)      |

## Depois da eleição

### Maquinas de votação
Como as eleições presidenciais de 2000 foram tão apertadas na Flórida, o governo federal e os governos estaduais pressionaram para que a reforma eleitoral fosse preparada até a eleição presidencial de 2004. Muitos dos problemas da noite da eleição de 2000 na Flórida resultaram do design da cédula com os sistemas de votação, incluindo a "potencialmente confusa cédula borboleta". Muitos eleitores tiveram dificuldades com o cartão de papel perfurado em urnas eletrônicas e não conseguiram entender o processo de votação ou executá-lo. Isso resultou em um número incomum de excessivas votações (votando em mais candidatos do que o permitido) e insuficientemente votando (votando em menos candidatos do que o mínimo, incluindo nenhum). Muitas notas baixas foram causadas por erro do eleitor, cabines de votação com cartão perfurado sem manutenção ou erros relacionados meramente com as características das cédulas com cartão perfurado
Uma solução proposta para esses problemas foi a instalação de modernas urnas eletrônicas . A eleição presidencial de 2000 estimulou o debate sobre a reforma eleitoral e eleitoral, mas não o encerrou.  
No rescaldo da eleição, o Help America Vote Act (HAVA) foi aprovado para ajudar os estados a atualizarem sua tecnologia eleitoral na esperança de prevenir problemas semelhantes em futuras eleições. Mas os sistemas de votação eletrônica que muitos estados adquiriram para cumprir o HAVA realmente causaram problemas na eleição presidencial de 2004.